# Saint-Aubin-sur-Mer (Calvados)
Saint-Aubin-sur-Mer – miejscowość i gmina we Francji, w regionie Normandia, w departamencie Calvados.
Według danych na rok 1990 gminę zamieszkiwało 1526 osób, a gęstość zaludnienia wynosiła 504 osoby/km² (wśród 1815 gmin Dolnej Normandii Saint-Aubin-sur-Mer plasuje się na 147. miejscu pod względem liczby ludności, natomiast pod względem powierzchni na miejscu 1038.).
Gmina utworzona w 1851 roku. Swoją nazwę zaczerpnęła od wezwania miejscowej parafii, która poświęcona jest świętemu Albinowi, biskupowi Angers.